# سترن گرل
سَتِرن گرل (به انگلیسی: Saturn Girl) با نام اصلی ایمرا اردین، یک شخصیت خیالی در کتاب‌های کامیک آمریکایی منتشر شده توسط دی‌سی کامیکس است. این شخصیت توسط نویسنده اتو بایندر و طراح آل پلاستینو خلق شده‌است که برای اولین بار در شمارهٔ ۲۴۷ از مجموعه کمیک‌های ماجراجویی (آوریل ۱۹۵۸) حضور پیدا کرد. ایمرا اردین یکی از مؤسسین تیم ابرقهرمانی «لژیون ابرقهرمانان» در سده ۳۰ با اسم رمز سَتِرن گرل است. اگرچه تمامی ساکنان سرزمین مادری او با نام تیتان، بزرگ‌ترین قمر سیارهٔ زحل دارای توانایی دورآگاهی هستند، اما دورآگاهی ایمرا در میان قویترین‌های نژاد خود قرار دارد. سترن گرل نخستین شخصیت زنی به‌شمار می‌رود که رهبری یک تیم ابرقهرمان را در تاریخ کتاب‌های کمیک بر عهده دارد.
الکسز جانسون نقش این شخصیت را در مجموعه تلویزیونی اسمالویل ایفا کرده‌است.

## توانایی‌ها و قدرت‌ها
سَتِرن گرل یکی از قدرتمندترین دورآگاهان در جهان دی‌سی محسوب می‌شود. توانایی دورآگاهی او توسط مردمان سرزمین مادریش در سطح دهم، یعنی بالاترین رتبه در نظر گرفته می‌شود. او به واسطه قدرت دورآگاهی قادر به خواندن، دریافت، پخش افکار، همدلی و حتی به‌طور مستقیم کنترل احساسات دیگران است. او می‌تواند اطلاعات مغزی دیگران را دریافت کند تا بتواند آن‌ها را وادار به باور توهم‌های واقع‌گرایی نماید. ذهن ایمرا قادر به پرتاب نیروی قوی دورآگاهی به شکل آذرخش است که سبب سردرگمی و آسیب روحی و حتی کشتن موجودات می‌شود. او قادر به جستجوی ذهنی مناطقی در مقیاس یک قاره، برای پیدا کردن ذهن‌های خاص است. قدرت ذهنی او با گذشت زمان تکامل یافته و به او اجازهٔ در اختیارگرفتن توانایی دورجنبی را داده‌است.
ایمرا یکی از باهوش‌ترین لژیون‌ها و همچنین یکی از تحصیلکرده‌ترین آن‌ها محسوب می‌شود.